# Jiangbei (sockenhuvudort i Kina, Zhejiang Sheng, lat 29,30, long 120,23)
Jiangbei (kinesiska: 江北, 江北街道) är en sockenhuvudort i Kina. Den ligger i provinsen Zhejiang, i den östra delen av landet, omkring 110 kilometer söder om provinshuvudstaden Hangzhou. Antalet invånare är 63 810. Befolkningen består av 30 450 kvinnor och 33 360 män. Barn under 15 år utgör 12,0 %, vuxna 15-64 år 77 %, och äldre över 65 år 9,0 %.
Runt Jiangbei är det tätbefolkat, med 427 invånare per kvadratkilometer. Närmaste större samhälle är Dongyang, 3,7 km söder om Jiangbei. Runt Jiangbei är det i huvudsak tätbebyggt.
Genomsnittlig årsnederbörd är 2 143 millimeter. Den regnigaste månaden är juni, med i genomsnitt 396 mm nederbörd, och den torraste är januari, med 70 mm nederbörd.